# Mistrzostwa Świata w Saneczkarstwie 2022
Mistrzostwa świata w saneczkarstwie 2022 odbyły się w dniu 30 stycznia w niemieckim Winterbergu. Rozegrano tylko jedną konkurencję - dwójki kobiet. Po raz pierwszy na mistrzostwach odbyła się ta nieolimpijska konkurencja, a pierwszymi zwyciężczyniami były Niemki Jessica Degenhardt i Cheyenne Rosenthal.

## Terminarz i medaliści
| Data             | Miejscowość | Konkurencja   | Złoto                                          | Srebro                                | Brąz                                              |
| ---------------- | ----------- | ------------- | ---------------------------------------------- | ------------------------------------- | ------------------------------------------------- |
| 30 stycznia 2022 | Winterberg  | Dwójki kobiet | Niemcy Jessica Degenhardt · Cheyenne Rosenthal | Niemcy Luisa Romanenko · Pauline Patz | Stany Zjednoczone Chevonne Forgan · Sophia Kirkby |

## Wyniki

### Dwójki kobiet
| Medal | Zawodniczka                               | Narodowość                  | 1. zjazd | 2. zjazd | Czas     | Strata |
| ----- | ----------------------------------------- | --------------------------- | -------- | -------- | -------- | ------ |
|       | Jessica Degenhardt Cheyenne Rosenthal     | Niemcy                      |          |          | 1:36.094 | -      |
|       | Luisa Romanenko Pauline Patz              | Niemcy                      |          |          |          | +0.558 |
|       | Chevonne Forgan Sophia Kirkby             | Stany Zjednoczone           |          |          |          | +1.184 |
| 4.    | Maya Chan Reannyn Weiler                  | Stany Zjednoczone           |          |          |          | +1.283 |
| 5.    | Viktorija Ziediņa Selīna Elizabete Zvilna | Łotwa                       |          |          |          | +1.726 |
| 6.    | Caitlin Nash Kailey Allan                 | Kanada                      |          |          |          | +1.788 |
| 7.    | Anda Upīte Sanija Ozoliņa                 | Łotwa                       |          |          |          | +1.827 |
| 8.    | Marta Robežniece Kitija Bogdanova         | Łotwa                       |          |          |          | +1.962 |
| 9.    | Anastasiia Kropacheva Alena Starkova      | Rosyjski Komitet Olimpijski |          |          |          | +2.257 |
| 10.   | Elisa-Marie Storch Elia Reitmeier         | Niemcy                      |          |          |          | +2.610 |
| 11.   | Nikola Domowicz Dominika Piwkowska        | Polska                      |          |          |          | +3.524 |
| 12.   | Natasha Khytrenko Viktoriia Koval         | Ukraina                     |          |          |          | +3.849 |
| 13.   | Bianka Petríková Nikola Trembošová        | Słowacja                    |          |          |          | +4.631 |
| dnf   | Markéta Nováková Anna Vejdělková          | Czechy                      |          |          |          | -      |